# Prix Pfizer de la recherche
Pour les articles homonymes, voir Prix Pfizer (homonymie).
Le Prix Pfizer de la recherche est une distinction décernée pour des travaux de recherche exceptionnels en Suisse et financée par la Fondation du Prix Pfizer de la Recherche créée par l'entreprise Pfizer.

## Catégories
Les prix sont décernés dans cinq catégories : 
- système cardiovasculaire, urologie et néphrologie
- infectiologie, rhumatologie et immunologie
- neurosciences et maladies du système nerveux[3],[4]
- oncologie
- pédiatrie